# Cheng Wei-hao
Cheng Wei-hao, né le 16 mai 1984 à Kaohsiung, est un réalisateur taïwanais.

## Biographie
Il réalise un premier long métrage en 2015, le film d'horreur The Tag-Along, avec Hsu Wei-ning. Il réalise ensuite en 2007 le thriller Who Killed Cock Robin, et la suite de The Tag-Along.
En 2021 sort son film policier de science-fiction The Soul, avec Chang Chen, Janine Chang, Sun Anke et Christopher Lee.

## Filmographie partielle
- 2008 : You Are Not Alone (搞什麼鬼) court métrage
- 2009 : Real Sniper (狙擊手) court métrage
- 2015 : The Death of a Security Guard (保全員之死) court métrage
- 2015 : The Tag-Along (紅衣小女孩)
- 2017 : Who Killed Cock Robin (目擊者)
- 2017 : The Tag-Along 2 (紅衣小女孩2)
- 2021 : The Soul (缉魂)
- 2021 : The Pond (池塘怪談) mini-série
- 2022 : Marry My Dead Body (關於我和鬼變成家人的那件事)

## Récompenses
- Académie de cinéma de Pékin 2008 : meilleur film étudiant pour You Are Not Alone
- Festival du film de Taipei 2010 : prix de l'industrie du film pour Real Sniper
- 52e cérémonie des Golden Horse Film Festival and Awards 2015 : meilleur court métrage pour The Death of a Security Guard
- Golden Horse Film Festival and Awards 2021 : prix des meilleurs effets spéciaux pour The Soul